# Beaufortiana distanti
Beaufortiana distanti är en insektsart som beskrevs av William D. Funkhouser 1951. Beaufortiana distanti ingår i släktet Beaufortiana och familjen hornstritar. Inga underarter finns listade i Catalogue of Life.